# 安辺駅
安辺駅（アンビョンえき、안변역）は、朝鮮民主主義人民共和国（北朝鮮）江原道安辺郡に位置する朝鮮民主主義人民共和国鉄道省江原線および金剛山青年線の駅である。日本統治時代は東海北部線の起点駅であった。

## 歴史
- 1928年9月1日：京元線の駅として開業[1]。
- 1929年9月11日：東海北部線（現：金剛山青年線）の当駅 - 歙谷（現：鳴皐）間が開業[2]。